# Franz Ludwig von Erthal
Franz Ludwig von Erthal (Lohr am Main, 16 settembre 1730 – Würzburg, 14 febbraio 1795) è stato barone, nonché principe-vescovo di Würzburg e Bamberga.

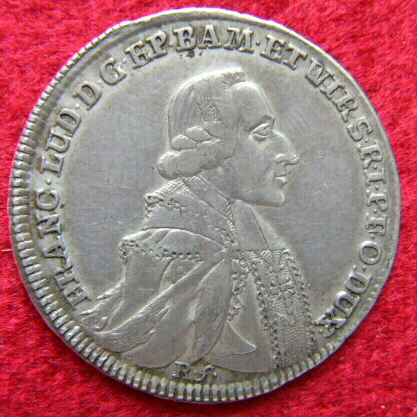
Moneta da 20 kreutzer raffigurante Franz Ludwig von Erthal

Suo fratello Friedrich Karl Josef von Erthal fu contemporaneamente al suo periodo di reggenza, l'ultimo principe-arcivescovo di Magonza.

## Biografia

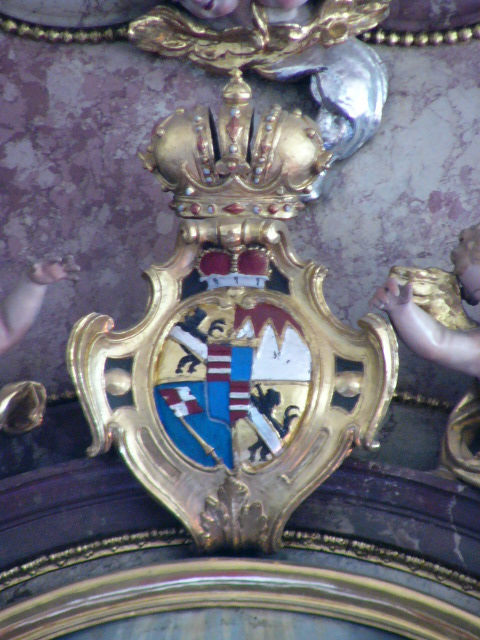
Stemma del Vescovo Franz Ludwig von Erthal

### Studio e carriera
Erthal studiò legge e teologia a Magonza, Würzburg, Vienna e Roma ed entrò successivamente come canonico nelle cattedrali di Würzburg e Bamberga. Nel 1763 venne nominato successore dal suo predecessore Adam Friedrich come presidente del consiglio di governo di Würzburg. Nel 1768 l'imperatore Giuseppe II lo nominò suo consigliere privato e nel 1776 divenne Commissario imperiale nel Reichstag di Ratisbona e visitatore presso il Tribunale della Camera imperiale di Wetzlar, carica che mantenne fino al 1776.

### Erthal vescovo
Dal 1779 alla propria morte, Erthal fu vescovo di Bamberga e Würzburg in unione personale, occupandosi dei propri stati più come un principe che come un uomo di chiesa. Egli promosse fortemente l'educazione del clero secondo gli schemi post-conciliari e a Bamberga fece costruire il primo ospedale definibile "moderno" per servizi e concezione, oltre al primo centro di sicurezza sociale. L'università di Bamberga fu la prima al mondo a ricevere sotto il suo governo una cattedra di medicina veterinaria. Fu un politico leale e vicino agli ideali dell'Imperatore.
Sotto il proprio episcopato terminò anche la costruzione della lussuosissima residenza episcopale di Würzburg, devolvendo il ricavato dei teatri e delle lotterie ai poveri. Alla sua morte venne sepolto nel duomo di Würzburg.

## Genealogia episcopale e successione apostolica
La genealogia episcopale è:
- Cardinale Guillaume d'Estouteville, O.S.B.Clun.
- Papa Sisto IV
- Papa Giulio II
- Cardinale Raffaele Riario
- Papa Leone X
- Papa Clemente VII
- Cardinale Antonio Sanseverino
- Cardinale Giovanni Michele Saraceni
- Papa Pio V
- Cardinale Innico d'Avalos d'Aragona, O.S.Iacobi
- Cardinale Scipione Gonzaga
- Patriarca Fabio Biondi
- Papa Urbano VIII
- Cardinale Cosimo de Torres
- Cardinale Francesco Maria Brancaccio
- Vescovo Miguel Juan Balaguer Camarasa, O.S.Io.Hier.
- Papa Alessandro VII
- Arcivescovo Massimiliano Enrico di Baviera
- Vescovo Johann Heinrich von Anethan
- Arcivescovo Anselm Franz von Ingelheim
- Vescovo Matthias Starck
- Arcivescovo Lothar Franz von Schönborn (1695)
- Vescovo Friedrich Karl von Schönborn-Buchheim
- Arcivescovo Franz Georg von Schönborn
- Arcivescovo Philipp Karl von Eltz zu Kempenich
- Arcivescovo Emmerich Joseph von Breidbach zu Bürresheim
- Vescovo Ludwig Philipp Behelm
- Arcivescovo Friedrich Karl Joseph von Erthal
- Vescovo Franz Ludwig von Erthal

La successione apostolica è:
- Vescovo Andreas Joseph Fahrmann (1790)